# 柬荷战争
柬荷战争是从1643年到1644年，柬埔寨与荷兰东印度公司间的一场战争。战争的发起者是柬埔寨国王博涅赞（易卜拉欣苏丹）。这位国王曾在居住在柬埔寨的马来族贸易者们的帮助下通过政变成为了新国王，并皈依了伊斯兰教。这场政变也引发了柬埔寨与荷兰人之间的这场冲突。这位新国王对荷兰东印度公司的雇员们实施了一场屠杀，并在随后击败了被派来向柬埔寨人进行报复的荷兰武装力量。

## 战争
在1642年，一位名叫博涅赞（Ponhea Chan）的柬埔寨王子在推翻并暗杀了前任国王之后成为了列密提巴代国王。柬埔寨的马来族穆斯林商人在他的继任中帮助了他，他随后由佛教皈依了伊斯兰教，改名为了易卜拉欣，并娶了一名马来族女子。之后为了赶走荷兰东印度公司，他发动了一场战争。1643年11月，时任荷兰东印度公司代表的彼得-范-瑞格莫特斯带着超过100名士兵离开南洋群岛，分乘3艘小型帆船回到柬埔寨海岸。在留下1艘船去执行封锁任务后，这位大使又率领余下的人马沿湄公河逆流而上。此行的最主要目的，就是递交由公司董事授意完成的国书，强令易卜拉欣归还先前收取的全部贿赂。然而，这份措辞强硬的文件尚未送达，彼得就和随从在岸边的市场遭柬埔寨军队击杀。位于乌东的公司商站也在稍后遭殃，被大批集结起来的柬埔寨军队攻陷，造成名名商人和荷兰东印度公司35名荷兰雇员被杀。由于许多马来、葡萄牙和日本雇佣兵都参与了行动，因此荷兰人的火器优势也荡然无存，加之荷兰据点本身并无强力防御，自然难以在围攻中坚持太久。柬埔寨人还用浮桥栅栏堵住了湄公河道，并出动成堆的小艇控制了2艘荷兰战舰，将上面的60名海员全部俘虏。此时，还有第3艘荷兰战舰在金边城以南水域巡弋。船长和他的部下都对上游的事情一无所知，却发现为他们运送补给的华工举止诡异。于是用严刑拷问的方式撬出真相，并决定义无反顾地强行离港，冒着大批追击小艇的火力袭扰，成功从海面返回了巴达维亚。于是，有关同僚悲惨遭遇的消息得以为外部世界所知晓。荷兰东印度公司的高层对此异常震怒，立刻着手组建第二支援救部队。1644年春季，皮埃尔·德·罗热莫尔特（Pierre de Rogemortes）的小型编队驶离巴达维亚，准备用凑出来的3艘战舰去迫使柬埔寨国王放人。但沿途的热带疾病，却让半数荷兰士兵在抵达前就失去了战斗能力。等到他们从金边开入湄公河下游，又发现柬埔寨守军用浮桥栅栏堵住了整条航道。虽然荷兰人奋力驾船撞断了第一道封锁线，却在后面的第二道防线面前被工事卡住。随即，又有大批柬埔寨武装小艇从侧后方发起袭击，岸边的炮台也向停止移动的荷兰战舰频频开火。作为总指挥的皮埃尔·德·罗热莫尔特（Pierre de Rogemortes）在作战中不幸身亡，而荷兰军队的432名士兵遭受了156人死亡，且多艘荷兰战舰落入了柬埔寨人手中。从荷兰人遭受的这次失败起，直到两个世纪后，欧洲人在柬埔寨的影响力才能恢复。易卜拉欣的兄弟们仍然是信仰佛教的，因此他们请求越南帮忙，希望通过越南干涉废黜他的王位以在柬埔寨恢复佛教。在这之后，这位穆斯林柬埔寨国王被越南阮主罢免并被逮捕。在17世纪70年代，荷兰人离开了自1643年的冲突之后他们已在柬埔寨维持的所有的交易站。

## 原始资料
- Chakrabartty, H. R. . Patriot Publishers. 1988  [16 February 2014]. ISBN 8170500486. （原始内容存档于2016-06-24）.
- Cormack, Don. . Contributor Peter Lewis reprint. Kregel Publications. 2001  [16 February 2014]. ISBN 0825460026. （原始内容存档于2019-09-01）.
- Fielding, Leslie.  illustrated. I.B.Tauris. 2008  [16 February 2014]. ISBN 1845114930. （原始内容存档于2014-07-08）.
- Kiernan, Ben. . Melbourne Univ. Publishing. 2008  [16 February 2014]. ISBN 052285477X. （原始内容存档于2014-07-08）.
- Kiernan, Ben.  illustrated. Yale University Press. 2002  [16 February 2014]. ISBN 0300096496. （原始内容存档于2014-07-08）.
- Osborne, Milton. . Oxford University Press. 2008  [16 February 2014]. ISBN 0199711739. （原始内容存档于2014-07-08）.
- Reid, Anthony. . Silkworm Books. 1999  [16 February 2014]. ISBN 9747551063. （原始内容存档于2016-06-10）.